# Santiago Vidaurri

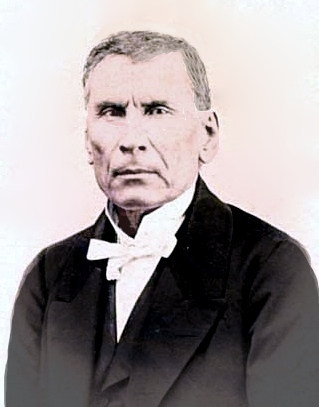
Santiago Vidaurri

Santiago Vidaurri Valdéz y Borrego (Lampazos, 25 juli 1808 - Mexico-Stad, 8 juli 1867) was een Mexicaans militair, politicus en caudillo.
Vidaurri werd geboren in de deelstaat Nuevo León in een familie van Baskische afkomst. Hij sloot zich aan bij het leger en werd in 1840 tot kapitein benoemd, en belast tot het bestrijden van de Indianen, voornamelijk Apachen en Comaches, die voortdurend Noord-Mexico binnenvielen. Zijn politieke carrière begon in 1852 toen gouverneur Agapito García hem tot minister van defensie van Nuevo León benoemde en hij de opdracht kreeg de verdediging tegen Indiaanse invallers en Amerikaanse filibusters te overzien. In 1855 wist hij handig gebruik te maken van de politieke omstandigheden; hij sloot zich aan bij de liberale Revolutie van Ayutla tegen de centralistische dictatuur van Antonio López de Santa Anna en greep de macht in Nuevo León. Vanaf dat moment zou hij de politiek van de staat een decennium lang in een ijzeren greep houden.
In 1856 liet hij unilateraal per decreet de staat Coahuila annexeren, terwijl hij ook de regering in buurstaat Tamaulipas tot zijn marionet wist te maken. President Ignacio Comonfort gebood Vidaurri af te treden, doch deze weigerde. Comonfort en Vidaurri kwamen een akkoord overeen en lieten een referendum organiseren. Zowel Nuevo León als Cohuila sprak zich uit voor de unie, zodat in de nieuwe Mexicaanse grondwet van 1857 Nuevo León-Coahuila officieel als één staat werd erkend. Nadat de liberale regering in december 1857 omver werd geworden door de conservatieven en de Hervormingsoorlog uitbrak, bleef Vidaurri aanvankelijk trouw aan liberale zijde. Desalniettemin stond hij het de liberale regering niet toe troepen in zijn grondgebied te stationeren, en hij wenste zijn eigen troepen ook niet onder het federale liberale leger te plaatsen. Nadat de nieuwe president Benito Juárez dit toch herhaaldelijk verzocht, verklaarde Vidaurri Nuevo León-Coahuila in 1858 onafhankelijk. Hoewel hij nu in oorlog was met de liberale regering, voerde Vidaurri een duidelijk liberaal beleid. Hij toonde zich verdediger van grondbezitters en eigendomsrechten en bevorderde de industrie, zodat, ondanks het voortdurende oorlogsgewoel, zijn terrotorium een economische groei doormaakte. Vidaurri, overtuigd antiklerikaal en vrijmetselaar, liet de bisschop van Linares deporteren, later gevolgd door de rest van de katholieke geestelijkheid, terwijl hij het protestante Amerikanen toestond zich te vestigen in zijn grondgebied.
Daar de strijd tegen de conservatieven de meeste financiën en aandacht van de liberalen opeiste, kon Vidaurri bijna een jaar zijn gang gaan. Nadat de burgeroorlog echter ten gunste van de liberalen begon door te slaan, zag minister van oorlog Santos Degollado de mogelijkheid de generaals Mariano Escobedo en Ignacio Zaragoza naar Nuevo León-Coahuila te sturen om Vidaurri tot de orde te roepen. Vidaurri's privélegertje van 7500 man was niet opgewassen tegen het liberale leger. De liberalen wisten Monterrey in te nemen en Vidaurri trad op 25 september af en vluchtte halsoverkop naar de Verenigde Staten.
Vidaurri's ballingschap duurde echter niet lang. In 1860 keerde hij terug. Hij werd opnieuw tot gouverneur gekozen en trad op 11 april aan. Juárez zag geen andere mogelijkheid dan Vidaurri te tolereren. Met behulp van Amerikaanse steun die hij tijdens zijn Amerikaanse ballingschap had weten te verzamelen wist hij positie te consolideren en hij riep zichzelf uit tot verdediger van het federalisme. Intussen was de regering van Juárez, die de burgeroorlog tegen de conservatieven had gewonnen, opnieuw in een oorlog verzeild geraakt, dit keer tegen de Fransen, die Maximiliaan van Habsburg als keizer van Mexico hadden geïnstalleerd. Juárez' regering verzocht in 1864 toegang aan Vidaurri om in Monterrey haar tijdelijke hoofdstad te vestigen, wat Vidaurri weigerde. Na dit incident liep Vidaurri, een rasopportunist, wederom over en verklaarde zijn steun aan het keizerrijk.
Vidaurri steunde de Geconfedereerde Staten van Amerika in de Amerikaanse Burgeroorlog, terwijl andersom de geconfedereerden hem van geld en wapens voorzagen. In het geval dat de geconfedereerden de Burgeroorlog en de keizerlijke troepen de oorlog in Mexico zouden winnen stelde Vidaurri voor een Republiek van de Sierra Madre te stichten, waarin Nuevo León-Coahuila en Tamaulipas zich zouden verenigen met Texas, een plan waar verschillende Texaanse politici ook wel oren naar hadden. Zover zou het echter nooit komen. De liberalen wisten Vidaurri uit zijn gebied te verdrijven en maakten meteen de unie tussen Coahuila en Nuevo León ongedaan. Vidaurri vluchtte wederom naar Texas, maar keerde terug nadat de keizerlijke en Franse troepen Monterrey hadden veroverd op de liberalen. Vidaurri zwoer trouw aan Maximiliaan en trok naar Mexico-Stad, waar de keizer hem tot minister van financiën benoemde.
Nadat het keizerrijk steeds meer onder druk kwam te staan door de liberalen die steeds meer grondgebied wisten te heroveren, trok Maximiliaan in het voorjaar van 1867 naar Querétaro om zich daar te verschansen, en belastte Vidaurri met de verdediging van de hoofdstad, die op 21 juni werd ingenomen door de liberalen onder leiding van Porfirio Díaz. Vidaurri poogde onder te duiken doch werd door de liberalen ontdekt. Hij werd gearresteerd en op 8 juli publiekelijk gefusilleerd. Zijn laatste woorden waren: "Ik wens dat mijn bloed het laatste is dat gevloeid zal worden en dat Mexico gelukkig zal zijn."
- Biblioteca Nacional de España: XX1463366
- Bibliothèque nationale de France: cb169258998 (data)
- Gemeinsame Normdatei: 137038992
- International Standard Name Identifier: 0000 0000 5554 8701
- Library of Congress Control Number: n82220901
- Nationale Bibliotheek van Israël: 987007461705705171
- SNAC: w6sb88vz
- Virtual International Authority File: 3832499
- WorldCat: E39PBJvhptyTHpW9RR7BkYTCQq